# كارل ياروليم
كارل جاروليم (بالتشيكية: Karel Jarolím)‏ (مواليد 23 أغسطس 1956) في بلدة تاسلاف التشيكية. لاعب سابق ومدرب كرة قدم تشيكي درب عدة أندية خلال مسيرته التدريبة.
مثل منتخب بلاده كلاعب كرة قدم في 13 مباراة دولية ولعب لعدد من الأندية المحلية في بلاده ولعب فترة احتراف خارجية في فرنسا. انتقل للتدريب في عام 1997م مع نادي بريبرام واستمر لمدة موسم حتى عام 1998. انتقل بعدها لتدريب أحد أكبر الأندية في بلاده التشيك وهو نادي سلافيا براغ التشيكي عام 2000-2001م. وبعد نهاية محطته التدريبية مع سلافيا براغ انتقل للعمل كمساعد مدرب مع المدرب التشيكي المعروف إيفان هاسيك في نادي ستراسبورغ الفرنسي في فترة 2001-2003، بعد نهاية تجربته كمساعد مدرب في نادي ستراسبورغ الفرنسي عاد ليعمل كمدرب في نادي سلوفاكو 2003 - 2005 م بعدها عاد جاروليم لتدريب النادي الكبير سلافيا براغ التشيكي واستمر معه لأطول مدة تدريبية في تاريخيه وهي مابين 2005 - 2010 وحقق معه العديد من الإنجازات حصل خلال الفترة التي قضاها على جائزة أفضل مدرب تشيكي وكانت اخر محطاته التدريبية قبل التوقيع للنادي الأهلي السعودي لموسم 2011-12 نادي سلوفان براتيسلافا. وفي مايو 2013 تعاقد نادي الوحدة الإماراتي معه لمدة موسم قابل للتجديد.

## الإنجازات
- حقق كأس خادم الحرمين الشريفين للأبطال 2011-2012
- حقق وصيف الدوري السعودي 2011-2012
- حقق الدوري التشيكي لمرتين خلال أعوام : 2007-2008 م و2008-2009
- حقق الدوري السلوفاكي لمرة واحدة 2010-2011
- حقق كأس سلوفاكيا مرة واحدة 2010-2011
- حقق وصيف كأس أبطال آسيا 2011-2012 - مع الأهلي السعودي

## روابط خارجية
- كارل ياروليم على موقع الاتحاد التشيكي (الإنجليزية)
- كارل ياروليم على موقع قاعدة بيانات كرة القدم.إي يو (الإنجليزية)
- كارل ياروليم على موقع بيانات كرة القدم. دي إي (الألمانية)
- كارل ياروليم على موقع ناشيونال فوتبول تيمز (الإنجليزية)
- كارل ياروليم على موقع Soccerway.com (الإنجليزية)
- كارل ياروليم على موقع عالم كرة القدم.نت (الإنجليزية)
- كارل ياروليم على موقع كووورة